# Mesochorus intonsus
Mesochorus intonsus là một loài tò vò trong họ Ichneumonidae.